# 카티스
카티스(영어: Catis Inc.)는 대한민국의 공간인지 보안플랫폼 기업이다. 1994년에 설립된 씨큐어테크의 후신기업이다

## 제품
회사의 보안 플랫폼은 하이엔드 보안수요 시장을 대상으로 공항, 데이터센터 등 대형 국가중요시설에서 사용하며 산업인프라 보안 플랫폼과 PIDS 시스템 품목으로 구성된다.

## 상장
2024년 5월 3일에 KB제22호스팩과 합병을 통해 코스닥시장에 상장하였다.

## 참고 문헌
1. ↑  '스팩 합병' 카티스, 실적·합병 구조 '눈길', 딜사이트, 2024년 1월 30일
2. ↑  강동원, '스팩 합병' 카티스, 실적·합병 구조 '눈길', 딜사이트, 2024년 1월 30일
3. ↑  박소연, 보안 플랫폼기업 카티스 상한가, 아시아경제, 2024년 6월 11일
4. ↑  고수아, 카티스 코스닥시장 상장기념식, 화이트페이퍼, 2024년 5월 3일